# Tower of Doom
Tower of Doom est un jeu vidéo développé par Mattel Electronics puis Realtime Associates et édité par INTV Corp, sorti en 1987 sur la console Intellivision. Il s'agit de la reprise du troisième volet de la série Donjons et Dragons sur la console, Advanced Dungeons and Dragons: Tower of Mystery, dont le développement avait été interrompu en 1984 par la fermeture de Mattel Electronics. INTV ne souhaitant pas payer le droit d'utiliser la marque AD&D, le jeu fut renommé avant sa sortie.

## Développement
Après le succès du premier jeu Advanced Dungeons and Dragons souhaite vivement faire une série durable de jeux basés sur la licence de TSR. Toutefois, le gameplay du deuxième volet, Treasure of Tarmin, est jugé un peu trop complexe. Aussi, lors que ce troisième opus est planifié, il est tout de suite décidé d'en faire un Arcade D&D, beaucoup plus orienté action que ses prédécesseurs. Dan Bass, qui vient de terminer Loco-Motion, imagine une disposition d'écran affichant des informations claires, avec des textes défilants, rendant le jeu facile à suivre par le joueur novice, tout en permettant de conserver l'aspect stratégique recherché par les fans de jeu de rôle. Pour les combats, il intègre des scènes en gros plan, donnant le côté action que Mattel souhaitait. Avec les graphismes de Monique Lujan-Bakerink et Karl Morris, une première démo est présentée, sous le nom Advanced Dungeons and Dragons: Revenge of the Master. Le jeu apparaît pourtant sous le titre provisoire Advanced Dungeons and Dragons: Tower of Mystery dans le catalogue 1984 de Mattel.
Le développement est terminé à environ 80% lorsque Mattel Electronics ferme brutalement ses portes en janvier 1984. Lorsque INTV reprend l'activité d'édition deux ans plus tard, le souhait de sortir le jeu est rapidement émis. Dan Bass n'étant plus disponible, c'est John Tomlinson, ancien de Mattel à l'origine de Mission X, qui est embauché pour reprendre le projet, tandis que Connie Goldmann complètera les graphismes. Les mentions relatives à Donjons & Dragons et TSR sont retirées des écrans, et le jeu sort finalement en 1987 sous son titre définitif Tower of Doom.

## Accueil
Bien que le jeu ne fasse pas officiellement partie de la licence Donjons & Dragons, le titre a bien plus d'éléments du jeu de rôle que ces deux prédécesseurs sur l'Intellivision.

## Héritage
Tower of Doom est présent, émulé, dans la compilation Intellivision Lives! (en) sortie sur diverses plateformes.
Le 21 juillet 2010, Tower of Doom est ajouté au service Game Room (en) de Microsoft, accessible sur Xbox 360 et PC.
Tower of Doom fait partie des jeux intégrés dans la console Intellivision Flashback, sortie en 2014.
En mai 2022, la cartouche Intellivision Collection 2 porte douze titres de l'Intellivision, dont Tower of Doom, sur les consoles Evercade.